# Make Them Die Slowly
Make Them Die Slowly — второй студийный альбом американской метал-группы White Zombie, выпущенный 22 марта 1989 года в лейбле Caroline Records. Альбом назван по фильму «Каннибалы» 1981 года, который шёл в США под названием «Позволь им умереть медленно». На обложке CD название было написано с ошибкой — Let Them Die Slowly. Это единственный альбом, в котором Джон Риччи играл на гитаре.

## Запись
Игги Поп, которому понравился предыдущий альбом группы, порекомендовал группе нанять музыканта Билла Ласвелла в качестве продюсера. White Zombie записали альбом в студии Platinum Island всего за 4 дня, но впоследствии 3 раза перезаписывали отдельные записи. Группа была неудовлетворенна результатом первой записи, потому что альбом звучал как предыдущий. В 2010 году, Шона Айслот, давая интервью, рассказала о своих ощущения во время записи:

Мы записали альбом впервые, звучало неплохо, но Робу не понравилось. Мы начали перезаписывать альбом, и песни очень изменились, но примерно на половине записи нас прервал Билл Ласвелл, он хотел чтобы мы избавили записи от скрипа и шума. И мы начали перезаписывать альбом в третий раз, и это получилось худшая версия из трех. Я ненавижу, как звучит этот альбом. Я помню, как я сидела на стуле, и Ласвелл заставлял меня легко ударять по струнам, так что я не могла сыграть изначальную ноту.
Но из-за нехватки денег на альбом было включено лишь половина перезаписанных песен. Такие песни, как «Dead Ringer», «Freak War», «Punishment Park», «Scum Kill II» и «Star Slammer» вообще были убраны из релиза. Дополнительная запись гитары, вокал и микширование были сделаны с Мартином Бизи в его студии.
Все участники группы были недовольны финальной версией альбома, Айслот говорила: «Это звучит как консервная банка, с приглушенным не существующем басом». Гитарист Джон Риччи вскоре после завершения альбома был вынужден покинуть группу, так как у него обнаружился синдром запястного канала.

## Музыка
Альбом показывает, как звучание панка и нойза переходит в что-то наподобие трэш-метала. Роб заявлял: «Нам надоело играть нойз-рок, и мы решили как-то изменить наше звучание». Хотя Роб Зомби говорил, что ему не нравится хэви-метал, он изменил своё мнение после того, как барабанщик Айван де Прюм перенял манеру игры с альбома Metallica Ride the Lightning. Айслот также старалась сделать звучание бас-гитары, как у групп Metallica и Slayer. Давая интервью журналу Creem, Шона заявила: «Новый материал очень напоминает метал», а Роб сказал: «Я не думаю, что вы можете назвать это металом, но альбом сфокусирован на этом. Песни наконец звучат как… песни».

## Отзывы
Поскольку в альбоме происходят изменения жанра, критики отзываются о альбоме более положительно, чем о предыдущий записях группы. Эдуардо Ривадавия из AllMusic дал альбому 2,5 звезды из 5, сказав, что «Make Them Die Slowly» содержит некоторые элементы, которые поспособствовали успеху альбома La Sexorcisto: Devil Music, Vol. 1".
Дэвид Спрэгу из журнала Spin написал восторженную рецензию, сказав: «Make Them Die Slowly, конечно, не самый мощный метал LP, но он, вероятно, подарит вам больше радости и кошмаров, чем любой LP, купленный в то время». Спрэгу также похвалил Ласвелла, сказав, что «он принес в альбом одновременно и тяжелое, и мягкое звучание, как в альбоме британской рок-группы Motörhead Orgasmatron».

## Список композиций
Все тексты написаны Робом Зомби, вся музыка написана White Zombie.
| №  | Название           | Длительность |
| -- | ------------------ | ------------ |
| 1. | «Demonspeed»       | 5:21         |
| 2. | «Disaster Blaster» | 6:03         |
| 3. | «Murderworld»      | 6:10         |
| 4. | «Revenge»          | 4:22         |
| 5. | «Acid Flesh»       | 5:30         |
| 6. | «Power Hungry»     | 5:12         |
| 7. | «Godslayer»        | 7:12         |

## Участники

### Группа
- Роб Зомби — вокал, лирика, арт-директор
- Джон Риччи — гитара
- Шона Айслот — бас-гитара, арт-директор
- Айван де Прюм — ударные

### Техническая команда
- Билл Ласвелл — продюсер
- Мартин Бизи — звукорежиссёр, смешивание
- Оз Фриц — помощник звукорежиссёра
- Роберт Массо — помощник звукорежиссёра
- Ники Скопелитис — программирование
- Арти Смит — техник
- Хоуи Вайнберг — мастеринг